# Paragonitis orsara
Paragonitis orsara là một loài bướm đêm trong họ Noctuidae.